# モーリス・パンゲ
モーリス・パンゲ（仏語: Maurice Pinguet、1929年5月5日 - 1991年4月16日）は、フランスの哲学者、文化人類学者、日本学者。
自殺、文学、日本に焦点を当てた文化人類学の研究で知られる。また、フランスの知識人に日本を紹介する役割を担った。
パリ高等師範学校を卒業した後、パリ大学教授、東京大学教授、第三代東京日仏学院院長を歴任。

## 経歴
フランスの中部モンリュソンで生まれる。高等師範学校を出て1958年来日し、東京大学で教鞭を執り、1963年から1969年まで東京日仏学院院長も務める。パンゲはこの間、親友であり元より日本に興味を示していたロラン・バルトを日本に招き、1966年と1967年の二度に亘る滞在を通して日本という対象に強い関心と愛着を抱くにいたったバルトは、最終的に『表徴の帝国』を完成することになる。
1968年、一旦帰国、パリ大学のフランス文学の専任講師となるも、1979年再度来日し、再び東京大学にて教える。1989年、59歳の時、東大を定年の一年前に辞め帰国。なお、1968年の1回目の辞職の際、ミシェル・フーコーはパンゲの後任として東京大学への赴任することを望んだが、叶わなかった。
1991年、ボルドーで癌のため亡くなった。

## 『自死の日本史』
執筆に至った経緯、きっかけ
原題はLa mort volontaire au Japon「日本における意志的な死」。パリ大学で教えていた時、パンゲは高等研究実習院 の教授を務めていたバルトに、日本を主題とした講義を要請され、西欧の著作に現れた日本に関する言説の主要な特徴は何かということを、 イエズス会 宣教師 の手紙にまで遡って調べるというテーマを選び、そこでほとんど全ての著作で日本社会が「意志的な死」に寛容であることを嘆いていることに気付く。このことに触発されたパンゲは文化と文化の間を隔てる意義深い差異を明らかにしうる問題として「意志的な死」の問題を正面から考えることにする。この作業にあたり、数多くの資料をパンゲに提供したのはパリ第七大学・日本学教授だったジャクリーヌ・ピジョーであった。この研究を経て後、パンゲは再来日したが、この研究の内容を本の形にまとめてほしいというピジョーの説得に従い、日本における1981年から1984年に亘る40箇月の執筆期間を経て完成されたのが本書である。献辞は「ロラン・バルトの思い出に」、題辞はポール・エリュアールから「かくも難く、かくもかろき死」。
- パンゲはそもそもこの研究に着手するのに際しての、アルベール・カミュやニーチェからの影響を自ら述べている。

- この著作は、規範理論としての幕藩体制ないし侍政の統治原理とパックス・トクガワーナの関係性を初めて明らかにしているが、これにはアレクサンドル・コジェーヴの『ヘーゲル読解入門』のいわゆる「日本化についての註」の影響がある。

「私がこの点での意見を根本的に変えたのは、最近日本に旅行した(一九五九年)後である。そこで私はその種において唯一の社会を見ることができた。その種において唯一のというのは、これが(農民であった秀吉により「封建制」が清算され、元々武士であったその後継者の家康により鎖国が構想され実現された後)ほとんど三百年の長きにわたって「歴史の終わり」の期間の生活を、すなわちどのような内戦も対外的な戦争もない生活を経験した唯一の社会だからである。ところで、日本人の武士の現存在は、彼らが自己の生命を危険に晒すことを(決闘においてすら)やめながら、だからといって労働を始めたわけでもない、それでいてまったく動物的ではなかった。(中略)このようなわけで、究極的にはどの日本人も原理的には、純粋なスノビスムにより、まったく「無償の」自殺を行うことができる(古典的な武士の刀は飛行機や魚雷に取り替えることができる)。この自殺は、社会的政治的な内容をもった「歴史的」価値に基づいて遂行される闘争の中で冒される生命の危険とは何の関係もない。最近日本と西洋世界との間に始まった相互交流は、結局、日本人を再び野蛮にするのではなく、(ロシア人をも含めた)西洋人を「日本化する」ことに帰着するであろう。」（アレクサンドル・コジェーヴ『ヘーゲル読解入門』上妻精・今野雅方訳、国文社、1987年 246-247頁）
また「最近日本と西洋世界との間に始まった相互交流は、結局、日本人を再び野蛮にするのではなく、(ロシア人をも含めた)西洋人を「日本化する」ことに帰着するであろう。」などと書かれた。
評価
- 当著作は、1984年度の「フランスで出版された本　ベスト20」に選ばれた[5]。
- 『外国人による日本論の名著』[6]中公新書では、同類の書の中で最高の評価が与えられている。
- 本書について2013年に西部邁（評論家。後に自死した人物。）は次のように評価した。「モーリス・パンゲというフランス人の日本学者がいて、『自死の日本史』という本が筑摩書房から出ています。それを読んで僕がもっともかなと思ったのは、こういう説なんです。／なぜ日本人は腹を切るか。モーリス・パンゲは、腹切りの思想がわかったと言うんですね。それを僕の言葉で解説すると、これ以上生きるほうを選んでいると、たとえば心ならずも僕が黒鉄さんを裏切るとか、やっちゃいけないとつい1年前に言ったことを自分でやってしまうとか、そういうことが起こり得ます。つまり生きることには、何かしら裏切りとか、堕落とか、汚辱とか――僕はピューリタンじゃないから、それを毛嫌いしているわけではないんですが――そういう本来拒否すべきものが濃厚に伴いますよね、生き延びようとすると。それがぎりぎりまでくると、神にも仏にも頼らずに、自分の命を抹殺してしまうことで、汚いと自分の思っていることをしないですむというのです。／うろ覚えなんですけど、そのことをこういう言い方をしていた。形而上学――この場合は宗教ですね――に頼らずに自分の生に伴う虚無感、価値あるものは何もありはしないという虚無感を吹き払うために、死んでみせることを選び、選んだことを一つの文化に仕立てたのは、世界広しといえども、世界史長しといえども、日本人だけである。そういう日本礼賛なんですが、これはなるほどなと思いました。」[7]

## 日本語訳
- 『自死の日本史』 竹内信夫訳、筑摩書房 1986／ちくま学芸文庫 1992／講談社学術文庫 2011
- 『テクストとしての日本』 竹内信夫・田村毅・工藤庸子訳、筑摩書房 1987。評論集